# De nozem en de non
De nozem en de non is een lied geschreven en vertolkt door Cornelis Vreeswijk.
Het verscheen in februari 1966 op single bij het van oorsprong Zweedse platenlabel Metronome Records met als B-kant Waar gaan wij naar toe na onze dood, geschreven door Vreeswijk en Alf Hambe. Tegelijkertijd werd ook een ep op vinyl uitgebracht met beide liederen op de A-kant en als B-kant Vreeswijks De papegaai van tante Sjaan en Grimas voor de maan. Het waren de eerste uitgaven van Vreeswijk in het Nederlands taalgebied, maar Nederland had er geen belangstelling voor.

Deze versie van het lied is eenvoudig; alleen zang en akoestische gitaar.
In 1972 verscheen het lied opnieuw op single, nu via Fontana Records. Vreeswijk werd ditmaal begeleid door contrabas en orgel. Het lied vormde met Felicia de B-kant van de single Veronica 538, een hommage aan Radio Veronica waar Vreeswijk een Edison aan zou overhouden. Aangezien de Nederlandse publieke zenders geen reclame mochten maken voor deze illegale zeezender, werd op Hilversum 3 dan maar de B-kant gedraaid, hetgeen bijdroeg aan de bekendheid van het lied. Deze versie, van muziekproducent Gerrit den Braber en arrangeur Ruud Bos, haalde de hitparades wel. Hij stond onder de titel De nozem en de non twee weken in de Daverende Dertig (plaatsen 27 en 26) en vijf weken onder de titel Veronica in diezelfde lijst (plaatsen 19, 12, 13, 19 en 26). In de Nederlandse Top 40 haalde de oorspronkelijke ep vijf weken notering met als hoogste plaats 21 in 1972. De ep werd vervolgens uitgebracht op het label Elf Provinciën van Pierre Kartner. De bijbehorende elpee stond zes weken op nummer 1 in Album top 10.
De nozem en de non liet een tijdsbeeld zien. Het werd voor onmogelijk gehouden dat een non ("de non vergat haar plichten en zelfs haar rozenkrans") in het verzuilde en vrome Nederland verliefd kon worden op een nozem, destijds een probleemjongere dan wel opstandig ("met z'n zonnebril en z'n nauwe pantalon"). Andersom gold natuurlijk hetzelfde. Tekenend is ook het weergeven van de sociale controle van destijds. Juffrouw Janssen die het zoenend stel vanuit haar woning gade slaat, belt eerst de krant en als men haar daar niet gelooft belt ze de kapelaan. De overgang naar nieuwe tijden is terug te vinden in de beboeting van het stel door een politieagent, niet vanwege het zoenen, maar vanwege het betreden van het gras, hetgeen een verwijzing is naar gezagsgetrouw Nederland. Een andere getuige van de zoen, de heer Pieterman is vrijer van opvatting: "Leve de liefde". De kapelaan, die het als werk van de duivel ziet, verbiedt vervolgens de liefde, waarbij de non hevig ontsteld raakt.
Vreeswijk besluit zijn lied met een verwijzing naar Aristoteles. Een zoen weegt letterlijk niets, maar kan figuurlijk zwaar uitpakken.
Waar gaan wij naar toe na onze dood is een vertaling van Säg, vad blir det av oss van de Zweedse Alf Hambe, zeer bekend in Zweden. Het is afkomstig van zijn album Alf Hambe i Molom. Vreeswijk heeft ook de Zweedse versie opgenomen voor zijn album Cornelis i Saltis Mars 1967, waar ook de Nederlandstalige versie op staat. Neerlands Hoop in Bange Dagen zong in 1976 Vreeswijks versie.

## Trivia
Op 2 oktober 2007 zong Erik van Muiswinkel het nummer live in het programma De Wereld Draait Door, waarbij hij de stemmen imiteerde van onder andere Marcel van Dam, Ed van Thijn, Willem Oltmans en Anton Geesink.